# خوسيه لويس شاكون
خوسيه لويس شاكون (بالإسبانية: José Chacón)‏ (6 نوفمبر 1971 في بيرو - ) هو مدرب كرة قدم ولاعب كرة قدم بيروفي في مركز الدفاع. شارك مع منتخب بيرو لكرة القدم. أما مع النوادي، فقد لعب مع أليانزا ليما وAtlético Universidad ‏ وديبورتيفو وانكا وإستيودانتس دي مديسيني ‏ وكورونل بولوجنسي وClub Deportivo Universidad de San Martín de Porres ‏ وسبورت بويز ونادي خوسيه جالفيز ‏ وClub Deportivo Coronel Bolognesi ‏ وسبورت أنكاش وHijos de Yurimaguas ‏ وTotal Chalaco ‏.

## وصلات خارجية
- خوسيه لويس شاكون على موقع قاعدة بيانات كرة القدم.إي يو (الإنجليزية)
- خوسيه لويس شاكون على موقع ناشيونال فوتبول تيمز (الإنجليزية)